# Sur les murs de la ville
 (octobre 2012).
Pour plus de détails, voir Fiche technique et Distribution.
Sur les murs de la ville est un court métrage d'animation malgache réalisé en 2004.

## Synopsis
Le fatidique voyage d’un individu perdu dans la solitude, en marge de la société, qui finit comme une silhouette parmi de nombreuses autres : rien de plus qu'une ombre.

## Fiche technique
- Réalisation : Fabrice Mamynirina Razafindralambo
- Production : Fabrice Mamynirina Razafindralambo
- Scénario : Fabrice Mamynirina Razafindralambo
- Animation : Fabrice Mamynirina Razafindralambo
- Montage : Fabrice Mamynirina Razafindralambo
- Son : Eric Rabarison
- Musique : Silo Andrianandraina
- Durée : 5 min[1]